# Histoires vraies (émission de télévision)
Histoires vraies est une émission de télévision présentée par Béatrice Schönberg et Gilles Schneider, puis par Marie-Laure Augry et Paul Lefèvre, et diffusée du 7 février 1990,, au 4 avril 1992 sur La Cinq.

## Principe de l'émission
L'émission reprenait le concept des Les Dossiers de l'écran créée par Armand Jammot. Elle comprenait, en première partie la projection d'un téléfilm ou documentaire en rapport avec la thématique de la soirée, suivi d'un débat en direct avec divers invités. Le présentateur ouvrait l'émission en présentant le thème du jour, puis le film ou le téléfilm l'illustrant commençait, suivi du débat autour de la question.